# Отпетые мошенники (гурт)
«Отпетые мошенники» («укр. Відчайдушні шахраї») — російський поп-гурт. Продюсером колективу є Євген Орлов. За роки творчості колективу було записано 7 альбомів.

## Історія
Гурту передував колективу «БекКрафт», учасник «ЄвроШлягера» в 1995 році. До цього гурту Сергій Аморалов і Гарік Богомазов були учасниками «БекКрафта», а Том Хаос виступав в гурті «Неоновий хлопчик». Дата заснування колективу - 8 грудня 1996 року, тоді він на фестивалі «Танцююче місто» в Череповці провів свій перший великий концерт [недоступне посилання] . За словами вокаліста гурту Сергія Аморалова (Суровенко), «Отпетые Мошенники» першими в Росії стали читати реп під танцювальну музику (наприклад, версія пісні «I Can Lose My Heart Tonight» у виконанні CC Catch) .
До хітів гурту відносяться пісні «Бросай курить», «Всяко-разно», «Люблю» (кавер на пісню «Blue (Da Ba Dee)» гурту Eiffel 65 ), «Люби меня, люби» (музика написана клавішником гурту «Агата Крісті» Олександром Козловим), «Девушки бывают разные»,«А у реки», «Обратите внимание»та інші .
У 2011 році колектив покинув Ігор (Гарік) Богомазов, йому на зміну прийшов Андрій Репников, автор майже всіх хітів гурту.
23 червня 2016 року Андрій Репников потрапив в ДТП, отримавши переломи, і впав у кому . Через місяць музикант вийшов з коми і почав проходити реабілітацію . Оговтавшись від наслідків аварії, в колектив він так і не повернувся. За словами Андрія, причина в грошах, адже «на два краще ділиться, ніж на три», хоча діючі учасники гурту, Сергій і В'ячеслав, в численних інтерв'ю розповідають, що Андрій після аварії не зміг повністю відновитися.

## Склад гурту
- Сергій Суровенко (Сергій Аморалов) (нар. 11.01.1979).
- В'ячеслав Зінуров (Том Хаос) (нар. 20.10.1971 — пом. 10.03.2022).

колишні учасники
- Ігор (Гарік) Богомазов (рід. 31.08.1975) - був учасником в 1996-2011 рр.
- Андрій Репников (DJ Repa) (нар. 18.07.1970) - був учасником в 2011-2016 рр.

## Дискографія
- 1997 — «Из цветного пластилина»
- 1998 — «Всяко-разно»
- 1999 — «Фигня» (випущено 01.06.1999)
- 2000 — «Липкие руки-2» (выпущен 14.06.2000)
- 2002 — «Провокация»
- 2005 — «Всякие песни о разном»
- 2008 — «Назло рекордам»

## Відеокліпи
1. 1997 — Бросай курить (режисер О. Ігудін, оператор І. Юров)
2. 1997 — Я учусь танцевать
3. 1998 — Всяко-разно
4. 1998 — Хали-гали
5. 1999 — Люби меня, люби
6. 1999 — Му, му
7. 1999 — Двигай телом
8. 1999 — Я телом двигал
9. 2000 — Люблю
10. 2000 — Девушки бывают разные (режисер О. Ігудін, оператор О. Тихонов)
11. 2000 — Не говори мне ничего
12. 2001 — А у реки (режисер О. Ігудін, оператор О. Тихонов)
13. 2002 — Насосы
14. 2002 — «Муз-ТВ с тобой» (разом із зірками каналу Муз-ТВ)
15. 2003 — Обратите внимание
16. 2003 — Граница (feat. Леонід Агутін) (режисер А. Сергєєв, оператор М. Осадчий)
17. 2003 — Моя звезда (feat.  ВИА Сливки)
18. 2004 — Мани-мани
19. 2005 — Лето-это…
20. 2007 — Лето-зима
21. 2008 — Гаишники
22. 2008 — Сердцем к сердцу (feat. А'Студіо)
23. 2008 — Руки прочь от олигархов
24. 2008 — Колледж (feat Домінік Джокер)
25. 2010 — Это моё
26. 2012 — Руссо туристо
27. 2013 — Столица
28. 2015 — Жениться
29. 2019 — 90’s (feat. Леонід Агутін)

## Премії і нагороди
- 1998-2000, 2003 - III-V, VIII « Золотий грамофон » за пісні «Всяко-разно», «Люби меня, люби», «Девушки бывают разные», «Граница» (дует з Леонідом Агутіним)[джерело не вказане 4994 дні]
- 1999-2008 - лауреати фестивалю «Пісня року»[джерело не вказане 4994 дні]
- 1999, 2000 - лауреати премії «Стопудовий хіт» [3]
- 2000 -премія Попова за пісню «Люби меня, люби» [5]

## література
- «ОТПЕТЫЕ МОШЕННИКИ» // Алексеев А. С., Бурлака А. П. Энциклопедия российской поп- и рок-музыки  / Под ред. С. Рубиса. — М.: Эксмо-Пресс, 2001. — С. 301. — ISBN 5040066767.